# Evònim del Japó

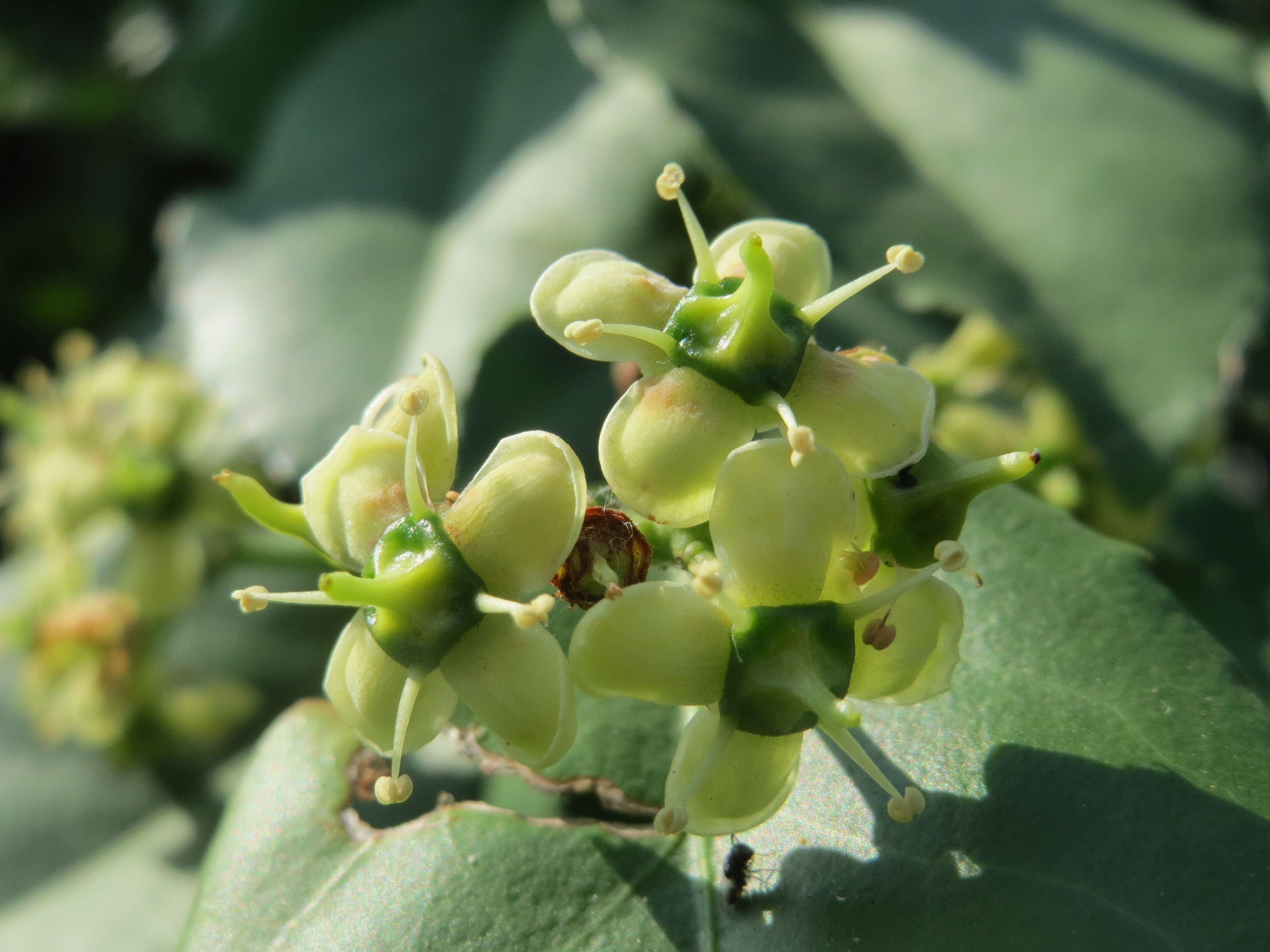
Detall de les flors

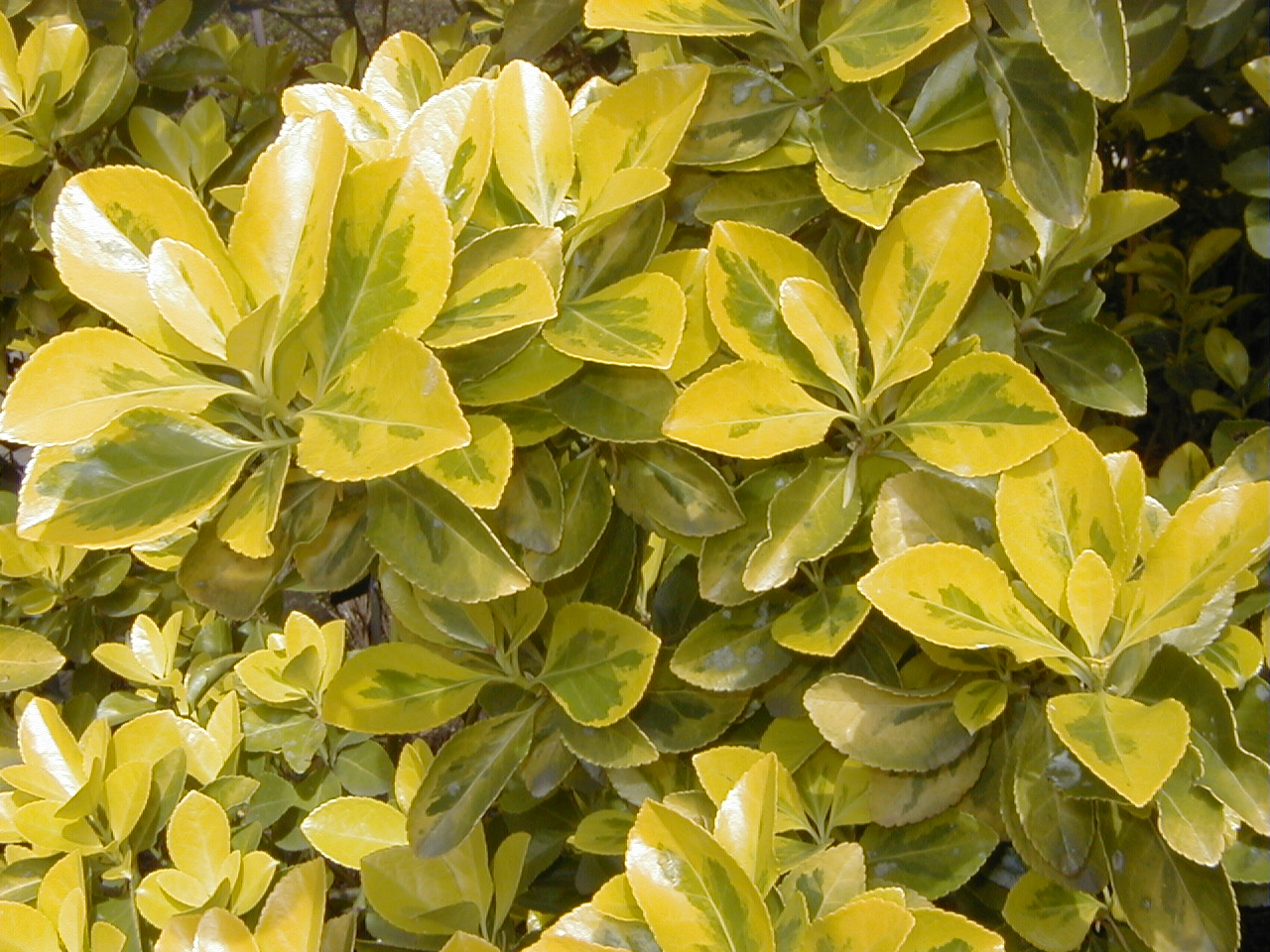
Varietat cultivar variegada (Euonymus japonicus 'Ovatus Aureus')

L'evònim (Euonymus japonicus) és una espècie de planta amb flors del gènere Euonymus dins la família de les celastràcies (Celastraceae). És una planta nativa de la península de Corea, el Japó i les illes Nansei que ha estat introduïda a d'altres parts d'Àsia i a Europa Occidental. És apreciada en jardineria per les seves fulles.
Addicionalment pot rebre el noms d'evònim del Japó. També s'ha recollit la variant lingüística evònimus.

## Descripció
Són arbusts o petits arbres perennifolis que poden atènyer uns 3 metres d'alçària. Les fulles són peciolades, coriàcies, amb una forma que oscil·la entre ovada, el·líptics i obovada, amb el marge crenat excepte a la la base, i unes mides habituals d'entre 5 i 10 cm de llargària i entre 3 i 5 cm d'amplada. Les flors són tetràmeres, els quatre pètals acostumen a ser entre verdosos i blanquinosos i amb tendència a ser orbiculars. Les flors s'agrupen en inflorescències cimoses, habitualment axil·lars i de vegades terminals. El fruit és una càpsula de color ataronjat que madura a la tardor, amb dues llavors per lòcul embolcallades per un aril de color entre taronja i vermell.

## Taxonomia
Aquesta espècie va ser publicada per primer cop l'any 1780 al tercer volum de la revista Nova acta Regiae Societatis Scientiarum Upsaliensis pel botànic suec Carl Peter Thunberg (1743-1828).

### Sinònims
Els següents noms científics són sinònims d'Euonymus japonicus:
- Sinònims homotípics

- Masakia japonica (Thunb.) Nakai
- Pragmotessara japonica (Thunb.) Pierre

- Sinònims heterotípics

- Elaeodendron javanicum Turcz.
- Euonymus carriereiDippel
- Euonymus fortunei var. alticola Hand.-Mazz.
- Euonymus japonicus f. albomarginatus (T.Moore) Rehder
- Euonymus japonicus albomarginatus T.Moore
- Euonymus japonicus var. argenteovariegatus Regel
- Euonymus japonicus f. argenteovariegatus (Regel) Rehder
- Euonymus japonicus f. aureomarginatus (Rehder) Rehder
- Euonymus japonicus var. aureomarginatus Rehder
- Euonymus japonicus aureovariegatus J.Veitch f.
- Euonymus japonicus var. aureovariegatus Regel
- Euonymus japonicus f. aureovariegatus (Regel) Rehder
- Euonymus japonicus aureus-variegatus E.J.Lowe & W.Howard
- Euonymus japonicus var. elegans Doûmet-Adans.
- Euonymus japonicus f. fastigiatus (Carrière) Rehder
- Euonymus japonicus var. fastigiatus Carrière
- Euonymus japonicus var. latifolius André
- Euonymus japonicus latifolius-albovariegatus W.Bull ex J.Dix
- Euonymus japonicus var. litoralis Konta & S.Matsumoto
- Euonymus japonicus var. longifolius Nakai
- Euonymus japonicus f. macrophyllus (Regel) Beissn.
- Euonymus japonicus var. macrophyllus Regel
- Euonymus japonicus f. microphyllus (H.Jaeger) Beissn.
- Euonymus japonicus var. microphyllus H.Jaeger
- Euonymus japonicus var. pyramidatus Carrière
- Euonymus japonicus f. pyramidatus (Carrière) Rehder
- Euonymus japonicus var. radicifer Nakai
- Euonymus japonicus var. rugosus Nakai
- Euonymus japonicus f. rugosus (Nakai) H.Hara
- Euonymus japonicus var. subinteger Sugim.
- Euonymus japonicus tricolor Jacob-Makoy
- Euonymus japonicus var. viridivariegatus Rehder
- Euonymus japonicus f. viridivariegatus (Rehder) Rehder
- Euonymus pulchellus Jacob-Makoy
- Euonymus pulchellus foliis-variegatis Pynaert
- Euonymus sinensis Carrière
- Euonymus variegatus J.Dix
- Euonymus yoshinagae Makino
- Masakia japonica var. elegans (Doûmet-Adans.) Nakai
- Masakia japonica var. latifolia Nakai
- Masakia yoshinagae (Makino) Nakai